# Mejtar
Mejtar (hebrejsky מֵיתָר, v oficiálním přepisu do angličtiny Metar, přepisováno též Meitar) je místní rada (malé město) v Izraeli v Jižním distriktu. Starostou je Avner Ben Gera.

## Geografie
Leží nadmořské výšce 418 metrů, 15 kilometrů severovýchodně od Beerševy a 2 kilometry jižně od Zelené linie, v zvlněné krajině na severním okraji Negevské pouště, nedaleko přechodu k Judským horám, respektive Hebronským horám. Terén člení vádí Nachal Chevron, které míjí obec na západním okraji. Jde o aridní oblast ale v okolí města se rozkládá rozsáhlý lesní komplex (Jatirský les).
Mejtar obývají Židé stejně jako největší město v regionu, Beerševu. V této oblasti ale žijí i izraelští Arabové, respektive Beduíni (zejména město Chura cca 2 kilometry jižně odtud). Město je na dopravní síť napojeno pomocí dálnice číslo 60.

## Dějiny
Mejtar byl založen v roce 1984. Šlo o součást plánovitého osidlování dosud řídce zalidněného regionu Negevu s cílem vymezit limity vůči expanzi živelně rostoucího beduínského osídlení. Je jedním ze třech satelitních měst Beerševy (dalšími dvěma jsou Omer a Lehavim). V roce 1987 získal status místní rady. Zástavba má charakter rezidenční čtvrti s převážně individuálními rodinnými domy.
Jméno odkazuje na biblický citát z knihy Izajáš 54,2:„Rozšiř místo ve svém stanu, ať napnou stanové houně tvých příbytků. Nerozpakuj se! Natáhni svá stanová lana a upevni kolíky“
V roce 2015 probíhá západně od města Mejtar výstavba nového obytného souboru městského typu, Karmit.

## Demografie
Podle údajů z roku 2009 tvořili naprostou většinu obyvatel Židé – cca 6 100 osob (včetně statistické kategorie "ostatní", která zahrnuje nearabské obyvatele židovského původu ale bez formální příslušnosti k židovskému náboženství, cca 6 100 osob).
Jde o středně velké sídlo městského typu s trvalým mírným populačním růstem. K 31. prosinci 2017 zde žilo podle Centrálního statistického úřadu (CBS) 7700 lidí.
| Rok            | 1995  | 2001  | 2003  | 2004  | 2005  | 2006  | 2007  | 2008  | 2009  | 2010  | 2011  | 2012  | 2013  | 2014  | 2015  | 2016  | 2017  |
| -------------- | ----- | ----- | ----- | ----- | ----- | ----- | ----- | ----- | ----- | ----- | ----- | ----- | ----- | ----- | ----- | ----- | ----- |
| Počet obyvatel | 4 580 | 5 800 | 6 371 | 6 515 | 6 685 | 6 924 | 7 067 | 7 227 | 6 162 | 6 400 | 6 600 | 6 900 | 6 900 | 7 100 | 7 300 | 7 500 | 7 700 |

* údaje za rok 2001 a od roku 2010 zaokrouhleny na stovky